# Jörg Wisbeck
Jörg Wisbeck (* 30. Januar 1913; † 2002 in München; auch J. Wisbeck) war ein deutscher Zeichner, Illustrator, Pressezeichner und Karikaturist.

## Leben
Wisbeck trat 1931 in die Münchner Kunstakademie ein. Er studierte in der Bildhauerklasse von Joseph Wackerle. Vier Jahre später wechselte er in die Mal- und Zeichenklasse von Olaf Gulbransson. Während des Zweiten Weltkriegs arbeitete er als technischer Zeichner in einer Thüringer Maschinenfabrik. Nach Kriegsende wirkte er an der neu erschienenen Zeitschrift Der Simpl mit. Nach Einstellung des Verlages arbeitete er freiberuflich für verschiedene Zeitungen und Zeitschriften, auch mit literarischen Beiträgen.
Als Szenenbildner war er auch an Filmen des Regisseurs Peter Podehl beteiligt.
Jörg Wisbeck lebte seit 1976 als freischaffender Künstler in München.